# 港前站
港前站（日语：／ Minatomae eki */?）是一座位於愛知縣西尾市，名古屋鐵道平坂支線的車站（廢站）。
此站是舊·幡豆郡平坂町（現時：西尾市）的中心車站。車站名稱取自平坂港，該港是在江戶時代，由西尾藩開設的港口，曾經為西三河地區的物流據點。

## 歷史
- 1914年（大正3年）10月30日 - 西尾鐵道西尾至平坂臨港之間開業，港前站（日语：／）啟用。由於平坂臨港站是貨運車站，因此此站成為客運站的起終點。
- 1916年（大正5年）10月5日 - 平坂臨港站被廢除[1]。與此站合併。
- 1926年（大正15年）12月1日 - 西尾鐵道合併至愛知電氣鐵道（日语：愛知電気鉄道），西尾至港前之間的路段成為西尾線。
- 1935年（昭和10年）8月1日 - 愛知電氣鐵道與名岐鐵道合併為名古屋鐵道。同時從西尾線分拆出來，成為平坂線的車站。
- 1941年（昭和16年）2月10日 - 車站改名為平坂站。
- 1945年（昭和20年）1月13日 - 發生三河地震，使站舍受損[2]。
- 1948年（昭和23年）5月16日 - 平坂線改名為平坂支線。
- 1949年（昭和24年）12月1日 - 車站名稱改回港前站（日语：／），留意車站平假名（日文讀法）與當初有相異。
- 1960年（昭和35年）3月27日 - 平坂支線廢除，此站也被廢除。

## 車站構造
在車站晩年，此站設有1面1線的月台，也設有側線和站舍。
| ← 西尾方向      | 港前站 站內配線略圖 |  |
| 图例 参考文献： |                     |  |

## 使用狀況
跟隨《愛知縣統計書》，以下為一年上下車人次和行李起卸量：
| 年度     | 乘車人次（人） | 下車人次（人） | 發送貨物     | 發送貨物     | 到達貨物     | 到達貨物     | 參考資料 |
| 年度     | 乘車人次（人） | 下車人次（人） | 小行李（斤） | 貨物（公噸） | 小行李（斤） | 貨物（公噸） | 參考資料 |
| -------- | -------------- | -------------- | ------------ | ------------ | ------------ | ------------ | -------- |
| 1914年度 | 428            | 436            | 69           | 841          | 22           | 3            | [ 4 ]    |
| 1915年度 | 4,105          | 5,909          | 4,007        | 9,249        | 991          | 376          | [ 5 ]    |
| 1916年度 | 5,847          | 8,609          | 9,489        | 10,674       | 9,281        | 1,600        | [ 6 ]    |
| 1917年度 | 9,237          | 9,128          | 11,201       | 13,268       | 8,672        | 1,034        | [ 7 ]    |
| 1918年度 | 9,588          | 7,814          | 16,144       | 13,370       | 9,912        | 973          | [ 8 ]    |
| 1919年度 | 12,083         | 11,474         | 39,018       | 18,135       | 23,124       | 1,126        | [ 9 ]    |
| 1920年度 | 13,648         | 12,213         | 25,700       | 15,160       | 18,339       | 797          | [ 10 ]   |
| 1921年度 | 13,560         | 12,027         | 22,465       | 19,798       | 24,084       | 833          | [ 11 ]   |
| 1922年度 | 13,541         | 13,208         | 34,945       | 22,665       | 35,404       | 644          | [ 12 ]   |

| 年度     | 乘車人次（人） | 下車人次（人） | 發送貨物       | 發送貨物     | 到達貨物     | 參考資料 |
| 年度     | 乘車人次（人） | 下車人次（人） | 小行李（斤）   | 貨物（公噸） | 貨物（公噸） | 參考資料 |
| -------- | -------------- | -------------- | -------------- | ------------ | ------------ | -------- |
| 1923年度 | 18,782         | 9,825          | 28,527         | 29,618       | 683          | [ 13 ]   |
| 1924年度 | 20,465         | 10,559         | 27,910         | 30,571       | 1,244        | [ 14 ]   |
| 1925年度 | 22,100         | 12,555         | 30,580         | 24,016       | 1,273        | [ 15 ]   |
| 1926年度 | n/a            | n/a            | n/a            | n/a          | n/a          | [ 16 ]   |
| 1927年度 | n/a            | n/a            | n/a            | n/a          | n/a          | [ 17 ]   |
| 1928年度 | n/a            | n/a            | n/a            | n/a          | n/a          | [ 18 ]   |
| 1929年度 | n/a            | n/a            | n/a            | n/a          | n/a          | [ 19 ]   |
| 1930年度 | n/a            | n/a            | n/a            | n/a          | n/a          | [ 20 ]   |
| 年度     | 乘車人次（人） | 下車人次（人） | 發送貨物       | 發送貨物     | 到達貨物     | 參考資料 |
| 年度     | 乘車人次（人） | 下車人次（人） | 小行李（公斤） | 貨物（公噸） | 貨物（公噸） | 參考資料 |
| 1931年度 | n/a            | n/a            | n/a            | n/a          | n/a          | [ 21 ]   |
| 1932年度 | n/a            | n/a            | n/a            | n/a          | n/a          | [ 22 ]   |
| 1933年度 | 4,901          | 4,289          | 386            | 12,228       | 1,593        | [ 23 ]   |
| 1934年度 | 5,781          | 5,065          | 311            | 10,446       | 1,608        | [ 24 ]   |
| 1935年度 | 5,169          | 4,536          | ?              | 12,370       | 1,720        | [ 25 ]   |
| 1936年度 | 7,007          | 6,068          | ?              | 14,144       | 1,710        | [ 26 ]   |
| 1937年度 | 7,237          | 6,320          | ?              | 14,665       | 2,745        | [ 27 ]   |
| 1938年度 | 5,613          | 4,572          | ?              | 20,951       | ?            | [ 28 ]   |
| 1939年度 | 16,490         | 14,734         | ?              | 16,592       | 6,538        | [ 29 ]   |
| 1940年度 | 20,161         | 17,155         | ?              | 17,281       | 10,636       | [ 30 ]   |

| 年度     | 乘車人次（千人） | 乘車人次（千人） | 乘車人次（千人） | 下車人次（千人） | 發送貨物（公噸） | 到達貨物（公噸） | 參考資料 |
| 年度     | 非定期票         | 定期票           | 合計             | 下車人次（千人） | 發送貨物（公噸） | 到達貨物（公噸） | 參考資料 |
| -------- | ---------------- | ---------------- | ---------------- | ---------------- | ---------------- | ---------------- | -------- |
| 1949年度 | 41               | 55               | 96               | 118              | 4,913            | 10,625           | [ 31 ]   |

## 廢除後
港前站遺址大部分地方變為巴士站。該處設有平坂支線的替代巴士服務，後來由於客量減少，行走路線已經多次調整。後來在巴士站東邊的巴士回轉場被廢除，規模也縮減了。
- 在2004年（平成16年），三河線部分區間廢除，隨即開設了替代巴士（朋友巴士（日语：ふれんどバス）），該巴士停靠車站遺址附近的平坂港前巴士站。
- 在2006年（平成18年），名鐵巴士（日语：名鉄バス）把部分路線轉讓給名鐵東部交通（日语：名鉄東部交通）[32]。使車站遺址處設置了名鐵東部交通巴士平坂・中畑線的港前巴士站。
- 在2019年（平成31年) 4月1日，碧南方向的巴士站遷移至道路北邊的行人路上[33]。
- 在2020年（令和2年）3月31日，名鐵東部交通平坂·中畑線結束營運，在4月1日由六萬石巡回巴士（日语：六万石くるりんバス）接辦[34]。

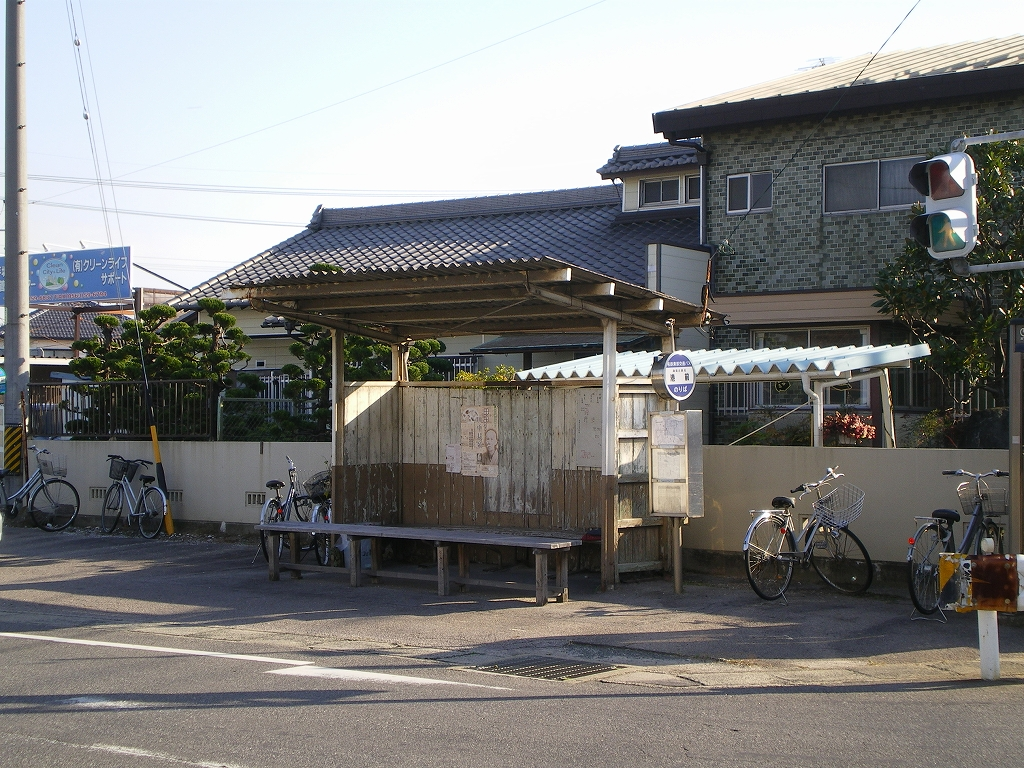
車站遺址變為港前巴士站（2009年）
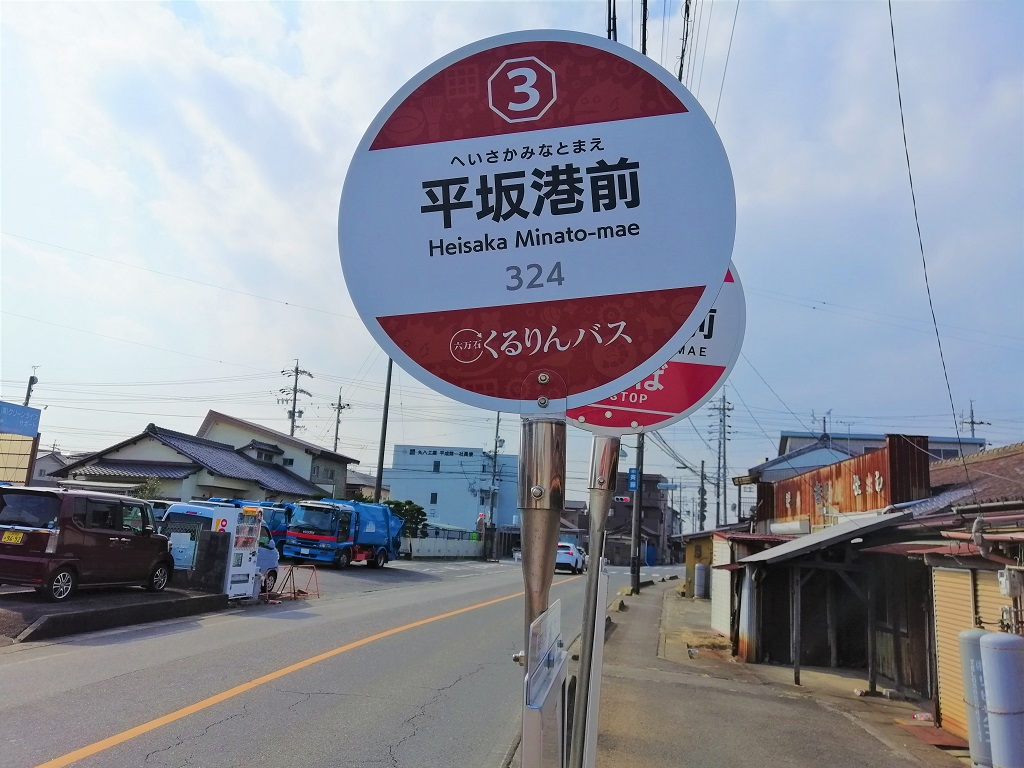
平坂港前巴士站（道路北邊）
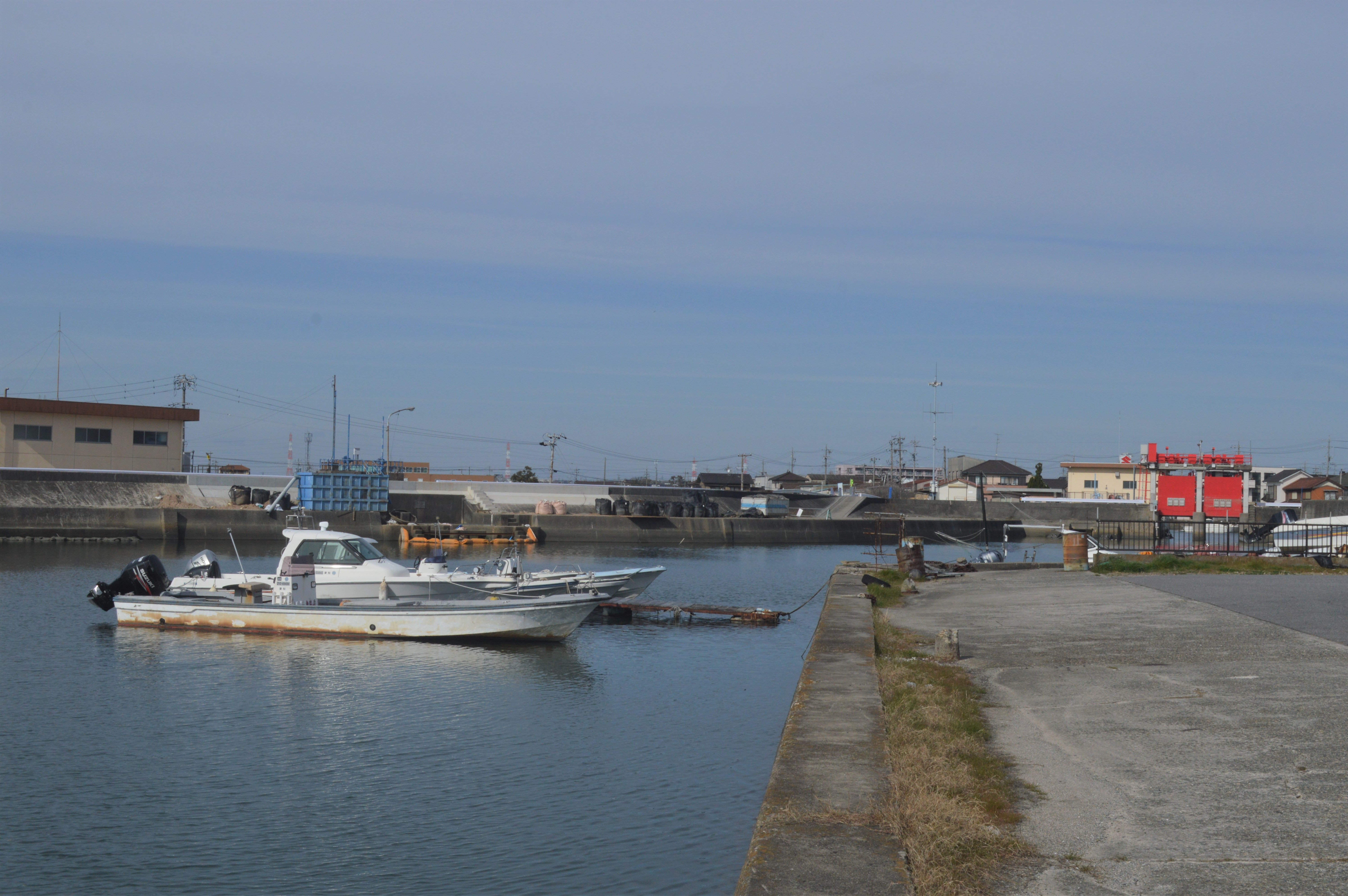
港前站遺址西邊150米處的平坂港

## 相鄰車站
名古屋鐵道
西尾線（平坂支線） 
平坂口－港前

## 注腳
1. ↑  「軽便鉄道停車場廃止」《官報》1916年10月11日（國立國會圖書館數碼化收藏）
2. ↑  名古屋鉄道広報宣伝部（編）. . 名古屋鉄道. 1994: 972 （日语）.
3. ↑  澤田幸雄、長谷寛，西尾鐵道開業100年紀念誌刊行會，2014年，p.31
4. ↑  《愛知縣統計書. 大正3年》軽便鉄道ノ四、軽便鉄道ノ六（國立國會圖書館數碼化收藏）
5. ↑  《愛知縣統計書. 大正4年》軽便鉄道ノ四、軽便鉄道ノ六（國立國會圖書館數碼化收藏）
6. ↑  《愛知縣統計書. 大正5年》軽便鉄道ノ四、軽便鉄道ノ六（國立國會圖書館數碼化收藏）
7. ↑  《愛知縣統計書. 大正6年》、（國立國會圖書館數碼化收藏）
8. ↑  《愛知縣統計書. 大正7年》、（國立國會圖書館數碼化收藏）
9. ↑  《愛知縣統計書. 大正8年 第1編》、（國立國會圖書館數碼化收藏）
10. ↑  《愛知縣統計書. 大正9年 第1編》、（國立國會圖書館數碼化收藏）
11. ↑  《愛知縣統計書. 大正10年 第1編》、（國立國會圖書館數碼化收藏）
12. ↑  《愛知縣統計書. 大正11年 第1編》、（國立國會圖書館數碼化收藏）
13. ↑  《愛知縣統計書. 大正12年 第1編》、（國立國會圖書館數碼化收藏）
14. ↑  《愛知縣統計書. 大正13年》、（國立國會圖書館數碼化收藏）
15. ↑  《愛知縣統計書. 大正14年 第1編》、（國立國會圖書館數碼化收藏）
16. ↑  《愛知縣統計書. 大正15年・昭和元年 第1編》、（國立國會圖書館數碼化收藏）
17. ↑  《愛知縣統計書. 昭和2年 第1編》、（國立國會圖書館數碼化收藏）
18. ↑  《愛知縣統計書. 昭和3年 第1編》、（國立國會圖書館數碼化收藏）
19. ↑  《愛知縣統計書. 昭和4年 第1編》、（國立國會圖書館數碼化收藏）
20. ↑  《愛知縣統計書. 昭和5年 第1編》、（國立國會圖書館數碼化收藏）
21. ↑  《愛知縣統計書. 昭和6年 第1編》、（國立國會圖書館數碼化收藏）
22. ↑  《愛知縣統計書. 昭和7年 第1編》、（國立國會圖書館數碼化收藏）
23. ↑  《愛知縣統計書. 昭和8年 第1編》、（國立國會圖書館數碼化收藏）
24. ↑  《愛知縣統計書. 昭和9年 第1編 土地、戸口、其他》、（國立國會圖書館數碼化收藏）
25. ↑  《愛知縣統計書. 昭和10年 第1編》、（國立國會圖書館數碼化收藏）
26. ↑  《愛知縣統計書. 昭和11年 第1編》、（國立國會圖書館數碼化收藏）
27. ↑  《愛知縣統計書. 昭和12年 第1編》、（國立國會圖書館數碼化收藏）
28. ↑  《愛知縣統計書. 昭和13年 第1編》、（國立國會圖書館數碼化收藏）
29. ↑  《愛知縣統計書. 昭和14年 第1編》、（國立國會圖書館數碼化收藏）
30. ↑  《愛知縣統計書. 昭和15年 第1編 土地、戸口、其他》、（國立國會圖書館數碼化收藏）
31. ↑  《愛知縣統計書. 昭和24年》、（國立國會圖書館數碼化收藏）
32. ↑  【お知らせ】平成18年12月16日 西尾地区路線譲渡について（日語） - 名鉄バス、2006年11月16日（Wayback Machine存檔，2006年12月5日取得，2020年5月6日參閱）。
33. ↑  「平坂港前（碧南方面）」停留所移設のお知らせ（日語） - 西尾市，2019年3月8日（Wayback Machine存檔，2019年5月16日取得，2020年5月6日參閱）。
34. ↑  西尾路線バス　寺津線、平坂・中畑線廃止のお知らせ（日語） - 名鐵東部交通，2020年3月1日（Wayback Machine存檔，2020年5月6日取得，2020年5月6日參閱）。